# Festuca adanensis
Festuca adanensis är en gräsart som beskrevs av Markgr.-dann. Festuca adanensis ingår i släktet svinglar, och familjen gräs. Inga underarter finns listade i Catalogue of Life.